# Henny Jebsen
Henny Jebsen (* 15. November 1851 in Randershof auf der Halbinsel Sundewitt; † 24. März 1905 in Schleswig) war eine deutsche Blumen- und Landschaftsmalerin.

## Leben
Henny Jebsen war die Tochter des Gutsbesitzers Hinrich Jebsen.
In Schleswig war sie zusammen mit ihren Geschwistern Eigentümerin des Hauses Domziegelhof 19.
Sie war zeit ihres Lebens unverheiratet.
1877 wurde sie von Juni bis November von der Malerin Löffler in Kopenhagen ausgebildet; diese war ihr durch den aus Broacker stammenden Blumenmaler Otto Diderich Ottesen (1816–1892) empfohlen worden.
1880 wechselte sie für zwei Monate nach Berlin zu dem Landschafts- und Marinemaler Hermann Eschke, der sie im Landschaftsfach unterrichtete; bis dahin hatte sie sich nur mit Blumenmalerei beschäftigt.
An der Schleswigschen Kunstausstellung in Flensburg 1901 beteiligte sie sich mit dem Bild Farnkraut und wilde Rosen.

## Werke (Auswahl)
- Waldweiher im Abendlicht, 1881.[2]